# Stegotetrabelodon
Lo stegotetrabelodonte (gen. Stegotetrabelodon) è un mammifero estinto appartenente ai proboscidati. Visse tra il Miocene superiore e il Pliocene inferiore (tra 8 e 4,5 milioni di anni fa). I suoi resti sono stati ritrovati in Africa, Arabia e Italia. Era caratterizzato dalla presenza di quattro lunghissime zanne.

## Descrizione
Questo animale era molto simile agli attuali elefanti per forma del corpo e dimensioni, ma se ne differenziava per alcune importanti caratteristiche, riguardanti principalmente il cranio. Stegotetrabelodon doveva essere uno dei più spettacolari proboscidati mai vissuti: possedeva infatti quattro zanne (invece delle due presenti negli elefanti attuali), due nella mascella superiore e due sporgenti dalla mandibola. Le zanne superiori erano leggermente ricurve verso l'alto e dotate di uno spesso strato di smalto, mentre le difese inferiori erano anch'esse lunghe, ma diritte e quasi prive di smalto. Inoltre esse erano appiattite lateralmente, con un massimo di 7 centimetri di diametro e un minimo di 4. La mandibola era relativamente snella, ma la parte terminale (sinfisi) era robusta e ripiegata verso il basso.
I molari mostravano una struttura simile a quella degli elefanti attuali, con tanto di lamelle e smalto nella superficie occlusale, ma l'aspetto era ancora simile a quello dei proboscidati più antichi (bunodonte). Alcuni molari, inoltre, avevano un'alta percentuale di cemento dentale, al contrario di animali simili come Tetralophodon. I molari potevano raggiungere una lunghezza di 32 centimetri.
Stegotetrabelodon era un animale di grandi dimensioni, anche rispetto ad altri proboscidati: normalmente l'altezza al garrese era di circa 3 metri, ma sono noti alcuni esemplari che potevano raggiungere un'altezza di circa 4 metri.

## Classificazione
La forma dei molari e la loro struttura laminata indicano che Stegotetrabelodon era un rappresentante primitivo della famiglia degli elefantidi. È stato anche ipotizzato che questo animale fosse una sorta di gonfoteride specializzato, ma è opinione corrente che Stegotetrabelodon e le forme a esso prossime (come Stegodibelodon e Selenetherium) possano essere considerati a tutti gli effetti veri e propri elefantidi. 

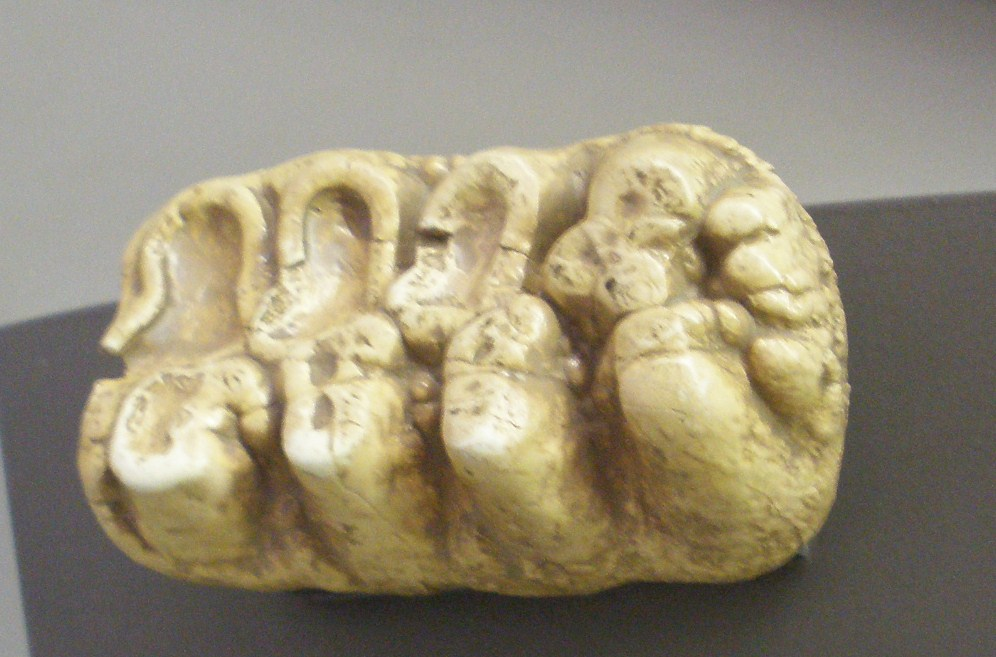
Molare di Stegotetrabelodon

I primi fossili di questo animale vennero trovati in Libia, dove Petrocchi tra il 1941 e il 1943 descrisse due specie, Stegotetrabelodon syrticus e S. lybicus, attualmente considerate potenziali sinonimi. Un'altra specie è S. orbus, ritrovata in varie zone dell'Africa orientale (Kenya, Etiopia, Tanzania e Uganda), ma anch'essa è stata posta in sinonimia con la specie tipo (S. syrticus). Altri fossili attribuiti alla specie tipo o a forme affini sono stati ritrovati in Arabia e in Italia meridionale (Cessaniti, Calabria), mentre dal Ciad provengono altri resti attribuiti a Stegotetrabelodon.
L'origine di Stegotetrabelodon è probabilmente avvenuta in Africa Centrale, circa 8 milioni di anni fa, verosimilmente da una forma simile a Tetralophodon. Il genere poi si diffuse in numerose zone dell'Africa e del Medio Oriente, fino ad arrivare in Europa meridionale, per poi estinguersi verso l'inizio del Pliocene, circa 4,5 milioni di anni fa.

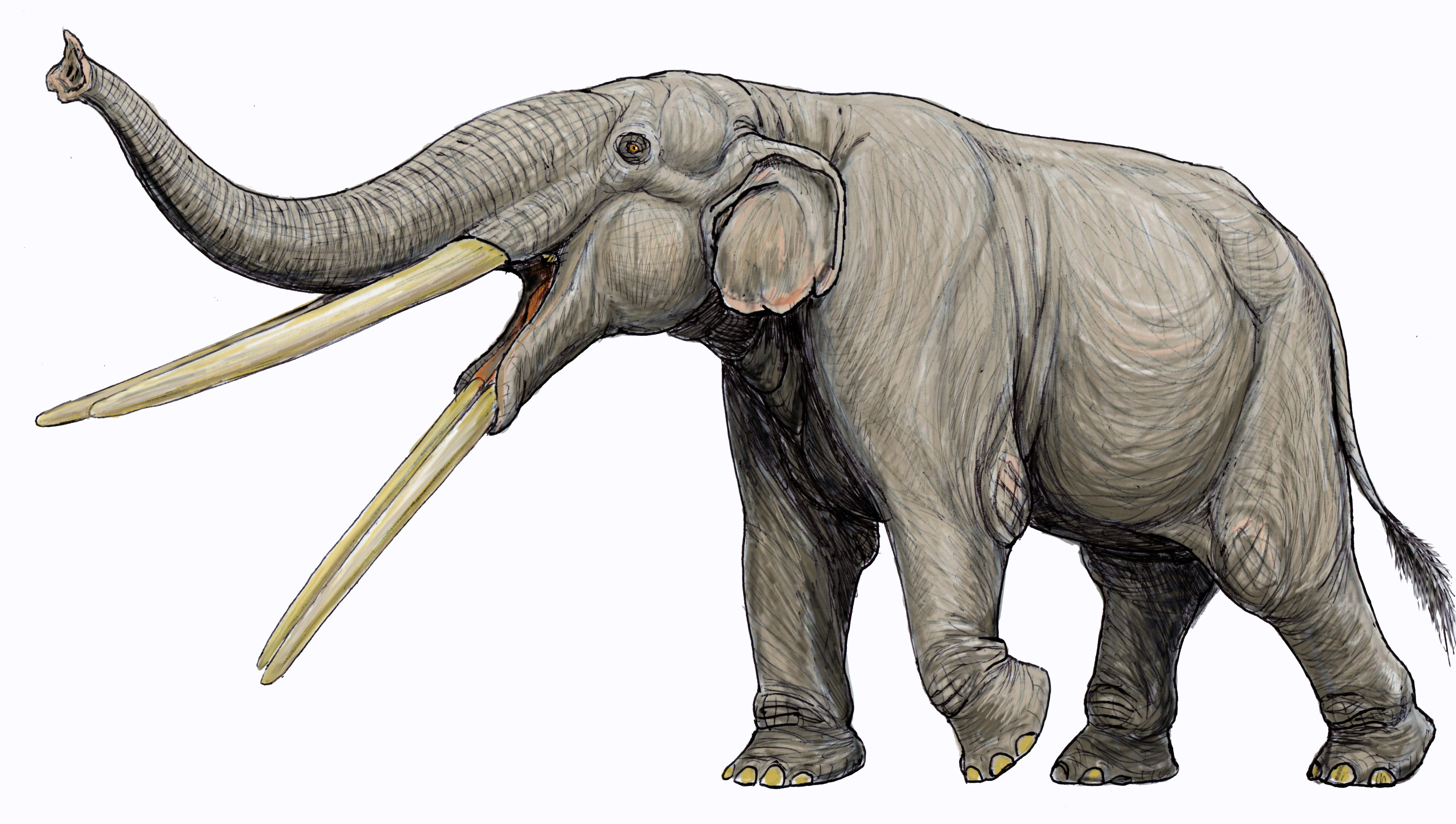
Ricostruzione di Stegotetrabelodon

## Paleoecologia
Le lunghe zanne diritte e dirette leggermente verso il basso, così come la posizione bassa del condilo occipitale, fanno supporre che Stegotetrabelodon portasse normalmente la testa in posizione piuttosto elevata, per non incorrere in danni alle zanne. Non è chiaro a cosa servissero le quattro lunghissime zanne, oltre a spaventare i potenziali predatori.